# 外恩加滕方程
外恩加滕方程（英語：Weingarten equations）给出了一个表面的单位法向量的导数在该表面上的点的位置向量的一阶导数方面的扩展。这些公式是由德国数学家尤利乌斯·外恩加滕于1861年建立。
令 {\displaystyle S} 为三维欧几里得空间中的一个表面，其参数为位置矢量 {\displaystyle {\boldsymbol {r}}(u,v)}。令 {\displaystyle P=P(u,v)} 为曲面上一点，则 {\displaystyle \mathbf {r} _{u}={\frac {\partial \mathbf {r} }{\partial u}},\quad \mathbf {r} _{v}={\frac {\partial \mathbf {r} }{\partial v}}} 是在点 {\displaystyle P} 的两个切向量。则法线的微分变化量为 {\displaystyle \mathbf {n} _{u}={\frac {FM-GL}{EG-F^{2}}}\mathbf {r} _{u}+{\frac {FL-EM}{EG-F^{2}}}\mathbf {r} _{v}}，{\displaystyle \mathbf {n} _{v}={\frac {FN-GM}{EG-F^{2}}}\mathbf {r} _{u}+{\frac {FM-EN}{EG-F^{2}}}\mathbf {r} _{v}}，其中 {\displaystyle E}、{\displaystyle F}、{\displaystyle G} 为曲面的第一基本形式的系数。